# Флора СР Србије
Флора СР Србије (фр. Flore de la republique socialiste de Serbie) је монографско издање значајно за проучавање (детерминацију и приказивање) вишег биља (лат. Cormophyta) Србије. Дело је изашло у 10 томова, у периоду између 1970. и 1986, а издавач је Српска академија наука и уметности.
Одлука о организовању израде и издавања едиције донета је на прослави 150-годишњице рођења Јосифа Панчића 1964. године.

## Аутори едиције
Уредници едиције су академици Младен Јосифовић и Милоје Р. Сарић, а аутори су истакнути српски ботаничари проф. Лепосава Стјепановић, проф. Милорад М. Јанковић, проф. Момчило Којић, Никола Диклић, Вилотије Блечић, проф. др Лазар Аврамов, проф. др Емилија Вукичевић, проф. др Александар Туцовић, Бранислав Јовановић, Татјана Цинцовић, Рајна Јовановић-Дуњић, Војислав Николић, Живко Славнић, Милан Чанак, Будислав Татић и други. Графичке приказе кључа (црно-беле табле) је илустровао др Милован Гајић. Група аутора је 1988. награђена Седмојулском наградом из области биолошких наука за ово дело.

## Опис едиције
Флора СР Србије је капитално дело Одељења природно-математичких наука Српске академије наука и уметности у Београду. Комплетна едиција садржи десет књига. У књизи број 10 дате су ревизије и допуне описа врста и родова које су већ обрађене у књигама од прве до осме, тако да је књига број десет у ствари додатак комплета и друга допуна која је накнадно штампана, након књиге 9 која је прва допуна.
Сви цртежи у књигама дело су професора ботанике Шумарског факултета у Београду Милована Гајића.